# Colum Eastwood
Colum Eastwood (ur. 30 kwietnia 1983 w Derry) – brytyjski i północnoirlandzki polityk, poseł do Zgromadzenia Irlandii Północnej oraz Izby Gmin, lider Socjaldemokratycznej Partii Pracy.

## Życiorys
Kształcił się w St Columb's College, następnie podjął nieukończone studia latynoamerykańskie na University of Liverpool. Zaangażował się w działalność polityczną w ramach Socjaldemokratycznej Partii Pracy. W 2005 został radnym miejskim w Derry. W 2010 powołany na urząd burmistrza na okres jednorocznej kadencji. W 2011 po raz pierwszy wybrany w skład Zgromadzenia Irlandii Północnej. Reelekcję uzyskiwał w 2016 i 2017.
W 2015 został nowym liderem północnoirlandzkich socjaldemokratów, na partyjnej konwencji pokonał wówczas pełniącego dotąd tę funkcję Alasdaira McDonnella. Ugrupowaniem tym kierował do 2024.
W wyborach w 2019 uzyskał mandat deputowanego do Izby Gmin (reelekcja w 2024).